# 趙暘
趙暘（?—?），字羲若，鄭州人，宋朝政治人物。

## 生平
先世為杭州人，後遷徙鄭州。紹聖元年（1094年）進士。靖康初年爲左正言。高宗建炎初年，以秘書少監出京提點坑冶铸钱行，提举江州（今九江）太平观。寓居信州（今屬江西）玉山。累官朝散大夫直龍圖閣。

## 家族
有孫趙蕃。